# Tochinai Sojirō

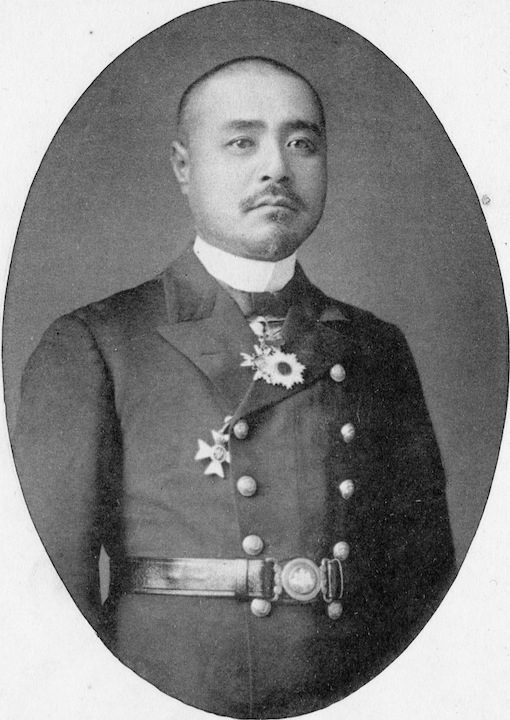
Konteradmiral Tochinai Sojirō (1. Januar 1912)

Tochinai Sojirō (jap. 栃内 曽次郎; * 8. Juni 1866 im Morioka-han, Japan; † 12. Juli 1932 in Morioka, Präfektur Iwate) war ein japanischer Seeoffizier der Kaiserlich Japanischen Marine und zuletzt Admiral, der unter anderem von 1917 bis 1920 Vize-Marineminister und zwischen 1920 und 1922 Oberkommandierender der 1. Flotte und zugleich 1920 und 1921 Oberkommandierender der Kombinierten Flotte war.

## Leben

### Ausbildung und Verwendungen als Seeoffizier

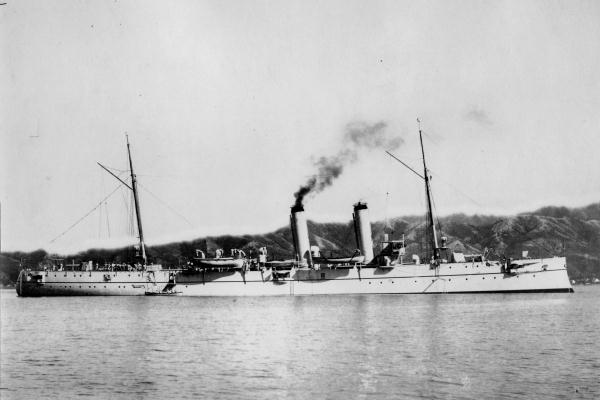
Fregattenkapitän Tochinai war zwischen 1903 und 1904 Kommandant des Ungeschätzten Kreuzers Miyako.

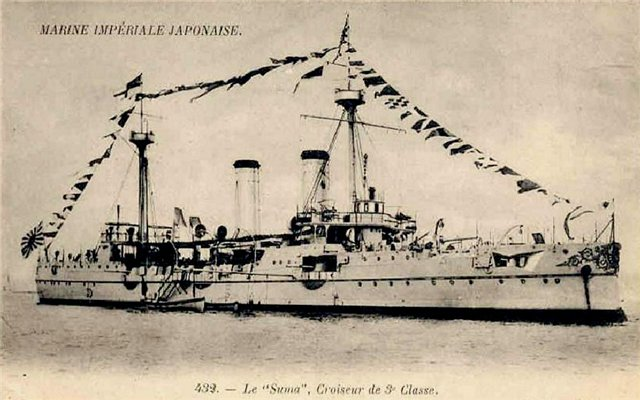
Als Kapitän zur See war Tochinai Sojirō 1905 auch Kommandant des Geschützten Kreuzers Suma war, Namensgeberin der gleichnamigen Suma-Klasse.

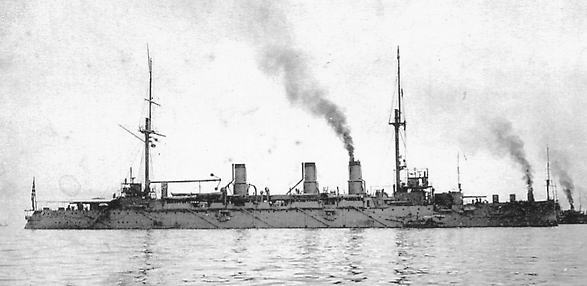
1909 war Kapitän zur See Tochinai Kommandant des Panzerkreuzers Azuma.

Tochinai Sojirō war Absolvent des 13. Lehrgangs der Kaiserlich Japanischen Marineakademie (Kaigun Heigakkō) und schloss seine Ausbildung als 22. unter 36 Absolventen seines Jahrgangs am 10. Februar 1887 Fähnrich zur See als (Kaigun shōi kōhosei) ab, nachdem er seit dem 11. Dezember 1886 an Bord der Panzerkorvette Ryūjō Dienst versah. Zu seinen Kameraden dieses 13. Lehrgangs gehörten unter anderem die späteren Admirale Kuroi Teijirō und Kaneo Nomaguchi. Danach wurde er am 24. Oktober 1887 zur Korvette Katsuragi versetzt und erhielt dort am 24. September 1888 seine Beförderung zum Leutnant zur See (Shōi), woraufhin er am 26. September 1888 erst stellvertretender Abschnittsoffizier auf der Korvette Tsukuba sowie am 15. Mai 1889 stellvertretender Abschnittsoffizier auf dem Geschützten Kreuzer Naniwa wurde. Danach war er zwischen dem 9. Juli und dem 26. Februar 1890 kommissarischer Abschnittsoffizier auf dem Ungeschützten Kreuzer Yaeyama und besuchte danach kurzzeitig den C-Lehrgang an der Kaiserlich Japanischen Marinehochschule (Kaigun Daigakkō), ehe er zwischen dem 23. Juli 1891 und dem 28. Januar 1892 stellvertretender Abschnittsoffizier des Matrosenkorps im Marinebezirk Kure war. Nach einer neuerlichen Verwendung als kommissarischer Abschnittsoffizier auf der Yaeyama, wurde er am 23. Mai 1892 an Bord der Korvette Jingei versetzt. Danach befand er sich zwischen dem 6. und dem 21. Dezember 1892 kurzzeitig in einer Wartestellung und fungierte nach seiner Beförderung zum Kapitänleutnant (Taii) vom 21. Dezember 1892 bis zum 20. Mai 1893 als Sekretär des Hafenkommandanten von Yokosuka. Im Anschluss war er erst Abschnittsoffizier und Ausbilder auf der Jingei sowie zwischen dem 2. Dezember 1893 und dem 22. Februar 1894 Abschnittsoffizier und Ausbilder im Torpedoausbildungszentrum. Er wurde am 22. Februar 1894 erst Abschnittsoffizier auf der Korvette Kongō sowie am 5. Dezember 1894 Abschnittsoffizier in dem während des Ersten Japanisch-Chinesischen Krieges (25. Juli 1894 bis 17. April 1895) eroberten Ryojun. Danach war er zwischen dem 1. März und dem 16. November 1895 Chef-Torpedooffizier und zugleich seit dem 20. August 1895 auch Abschnittsoffizier auf dem Panzerschiff Fusō, ehe er vom 16. November 1895 bis zum 27. Mai 1896 abermals Abschnittsoffizier und Ausbilder im Torpedoausbildungszentrum war. Im Anschluss folgten zwischen dem 27. Mai 1896 und dem 1. Dezember 1897 Verwendungen in den Stäben des Büros für Marineangelegenheiten sowie des vorübergehenden Konstruktionsbüros im Marineministerium (Kaigun-shō).
Am 1. Dezember 1897 wurde Tochinai zur Übernahme des auf der Werft Armstrong-Whitworth in Elswick gebauten Panzerkreuzers Asama nach Großbritannien entsandt und wurde am 24. Juni 1898 erst kommissarischer Chef-Torpedooffizier sowie nach seiner Beförderung zum Korvettenkapitän (Shōsa) am 1. Oktober 1898 Chef-Torpedooffizier der am 18. März 1899 in Dienst gestellten Asama, mit der er am 17. Mai 1899 nach Japan zurückkehrte. Daraufhin wurde er am 12. Juni 1899 zunächst Adjutant in der Stationären Flotte und fungierte im Anschluss zwischen dem 25. Januar 1900 und dem 8. Mai 1902 als Adjutant und Sekretär des Marineministers Yamamoto Gonnohyōe, wobei er in dieser Verwendung am 25. September 1900 auch seine Beförderung zum Fregattenkapitän (Chūsa) erhielt. Daraufhin wurde er am 8. Mai 1902 zunächst Erster Offizier des Geschützten Kreuzers Naniwa sowie am 6. Juni 1902 Erster Offizier des Panzerkreuzers Izumo, ehe er im Anschluss vom 26. September 1903 bis zum 16. Mai 1904 Kommandant des Ungeschätzten Kreuzers Miyako war. Im weiteren Verlauf des Russisch-Japanischen Krieges (8. Februar 1904 bis 5. September 1905) wurde er am 16. Mai 1904 Kommandant der Korvette Musashi und übernahm nach seiner Beförderung zum Kapitän zur See (Taisa) zwischen dem 12. und 21. Januar 1905 kurzzeitig den Posten als Kommandant der Yawata-maru, ehe er im weiteren Kriegsverlauf vom 21. Januar bis zum 12. Dezember 1905 Kommandant des Geschützten Kreuzers Suma war, Namensgeberin der gleichnamigen Suma-Klasse. Die Suma diente dabei während der Seeschlacht bei Tsushima (27. bis 28. Mai 1905) als Flaggschiff von Tōgō Heihachirō. Daraufhin fungierte er zwischen dem 12. Dezember 1905 und dem 1. Oktober 1909 als Marineattaché an der Botschaft im Vereinigten Königreich sowie vom 1. Oktober bis zum 1. Dezember 1909 als Kommandant des Panzerkreuzers Azuma.

### Aufstieg zum Admiral, Vize-Marineminister und Oberkommandierender von Flotten
Nach seiner Beförderung zum Konteradmiral (Shōshō) war Tochinai Sojirō zwischen dem 1. Dezember 1909 und dem 20. April 1912 Direktor des Büros für Marineangelegenheiten im Marineministerium und zeitgleich erstmals Mitglied des Admiralitätsausschusses. Nachdem er zwischen dem 20. April 1912 und dem 1. Mai 1913 Kommandeur der Trainingsflotte (Renshū Kantai) war, war er kurzzeitig Mitglied des Marinebezirks Yokosuka und daraufhin zwischen dem 24. Mai und dem 1. Dezember 1913 Kommandeur des Wachbezirks Ōminato, der wichtigste Marinestützpunkt der kaiserlichen Marine im Norden von Honshū vor und während des Zweiten Weltkrieges. Daraufhin war er vom 1. Dezember 1913 bis zum 18. August 1914 Direktor der Marinewerft Yokosuka und wurde in dieser Verwendung am 29. Mai 1914 auch zum Vizeadmiral (Chūjō) befördert.

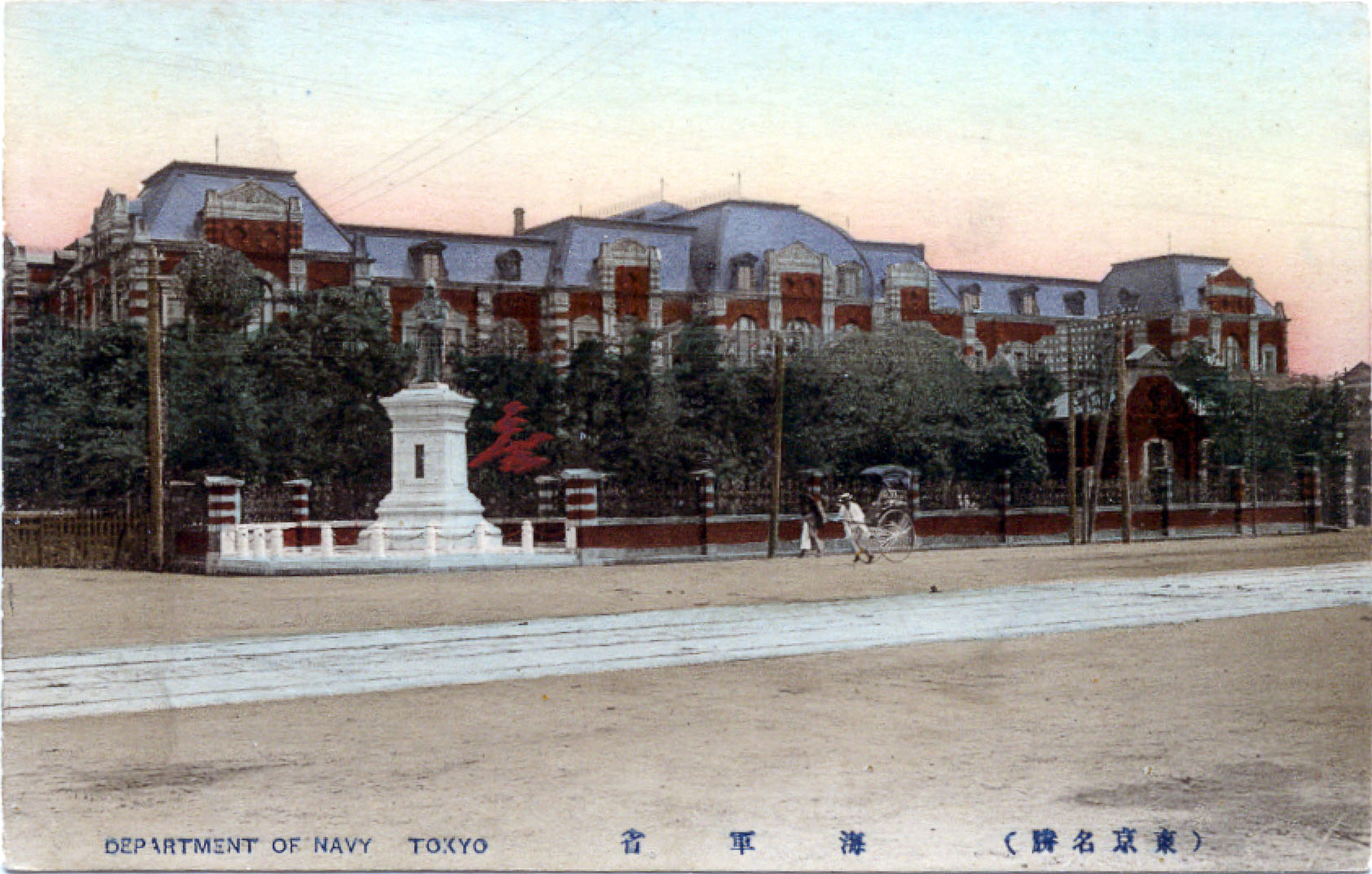
Das Marineministerium (Kaigun-shō), dessen Vize-Minister Tochinai von 1917 bis 1920 war.

Während des Ersten Weltkrieges war Vizeadmiral Tochinai vom 18. August bis zum 1. Oktober 1914 zunächst Kommandeur in der 2. Flotte und danach zwischen dem 1. Oktober und dem 1. Dezember 1914 Kommandeur in der 1. Flotte, ehe er vom 1. Dezember 1914 bis zum 6. August 1915 Kommodore des 4. Geschwaders sowie zwischen dem 6. August und dem 13. Dezember 1915 Kommodore des 3. Geschwaders war. Anschließend fungierte er als Nachfolger von Murakami Kakuichi vom 13. Dezember 1915 bis zu seiner Ablösung durch Itō Otojirō am 1. September 1917 als Direktor des Technischen Marinekommandos (Kaigun Gijutsu Honbu) und war zugleich auch wieder Mitglied des Admiralitätsausschusses. Am 1. September 1917 löste er Suzuki Kantarō als Vize-Marineminister (Kaigun Jikan) ab und bekleidete dieses Amt bis zum 16. August 1920, woraufhin Ide Kenji seine Nachfolge antrat. Zugleich war er zwischen dem 1. September 1917 und dem 16. August 1920 Direktor des vorübergehenden Konstruktionsbüros des Marineministeriums und gehörte vom 12. Dezember 1917 bis zum 16. August 1920 auch wieder dem Admiralitätsausschuss als Mitglied an.
Nachdem Tochinai Sojirō am 16. August 1920 zum Admiral (Taishō) befördert worden war, war er als Nachfolger von Yamaya Tanin Oberkommandierender der 1. Flotte (Dai-ichi Kantai). Er hatte dieses Kommando bis zum 27. Juli 1922 inne und wurde danach von Takeshita Isamu abgelöst. Zugleich war er als Nachfolger von Yamaya vom 24. August bis zum 31. Oktober 1920 sowie erneut vom 1. Mai 1921 zu seiner Ablösung durch Tochinai Sojirō am 31. Oktober 1921 in Personalunion auch Oberkommandierender der Kombinierten Flotte (Rengō Kantai). Er selbst wurde am 27. Juli 1922 Nachfolger von Takarabe Takeshi als Oberkommandierender des Marinebezirks Sasebo (Sasebo chinjufu) und behielt dieses Kommando bis zu seiner Ablösung durch Saitō Hanroku am 1. Juni 1923. Nach Beendigung dieses Kommandos wurde er am 1. Juni 1923 Mitglied des Marinerates, gehörte diesem Gremium allerdings nur ein halbes Jahr lang bis zum 1. Dezember 1923 an und wurde daraufhin in eine Wartestellung versetzt. Danach erfolgte am 25. Februar 1924 seine Versetzung in die Reserve sowie am 7. Juni 1931 in die zweite Reserve. Am 15. März 1932 wurde er schließlich noch Mitglied des Herrenhauses (Kizokuin), des Oberhauses des Reichstages (Teikoku gikai), und gehörte diesem bis zu seinem Tode am 12. Juli 1932 an.

## Veröffentlichung
- 洋人日本探檢年表, (Chronologie der Erkundung Japans durch Ausländer), 1929

## Hintergrundliteratur
- Misao Toyama (Herausgeber): Army and Navy General Personnel Overview, Navy Edition, Fuyo Shobo Publishing, 1981
- Hideki Fukukawa: Dictionary of Japanese Naval Officers, Fuyo Shobo Publishing, 2000
- Combined Fleet Commander-in-Chief, Senki Series No. 61, Shinjin Oraisha, 2003.
- Ikuhiko Hata: Japanese Army and Navy Comprehensive Encyclopedia, 2. Auflage, University of Tokyo Press, 2005
- Hiromi Sano: A Study of Tochiuchi Sojiro, Hokkaido University of Education, Kushiro Campus, Japanese Language Education Laboratory, 2011